# 青柳英樹
青柳英樹（あおやぎ ひでき、1961年3月16日 - ）は日本の実業家。

## 経歴
1983年 4月信州ジャスコ（1999年ジャスコと合併、2001年イオンに社名変更。）入社。マックスバリュの店長、イオン佐野新都市店長を務め、2007年4月マックスバリュ事業本部東北事業部長に就任。2008年9月イオンリテール東北カンパニー人事教育部長、2011年3月ストアオペレーション部長、2013年3月執行役員北陸信越カンパニー支社長、2015年4月デジタル推進リーダーなどを歴任。
2017年3月イオン北海道執行役員営業本部副本部長、2017年5月取締役兼執行役員営業本部長を歴任し、2018年10月代表取締役社長に就任。2024年8月から9月は営業本部長を兼務した。